# Seredeiski
Seredeiski (ruso: Середейский) es un asentamiento de tipo urbano de Rusia, perteneciente al raión de Sujínichi de la óblast de Kaluga.
En 2021, el territorio del asentamiento tenía una población de 1779 habitantes, de los que 1766 vivían en el propio asentamiento y el resto en su única pedanía, el poblado ferroviario de Zhivodovka.
Se ubica unos 5 km al suroeste de la capital distrital Sujínichi.

## Historia
En 1953 comenzó a construirse aquí una mina de carbón, que empezó a funcionar en 1959. Como consecuencia de ello se formó el poblado minero de Seredeiski, que en 1954 adoptó el estatus de asentamiento de tipo urbano. En su origen era una importante localidad de más de tres mil habitantes. En 1968 se abrió una fábrica de plásticos, que destacaba por su gran producción de tacones para zapatos de mujer. En 2004 cerró la mina que dio origen al asentamiento, pero la localidad sigue funcionando al ser un área periférica de la ciudad de Sujínichi.